# Antoine Schwerer
Zéphirin-Alexandre-Antoine Schwerer (quelquefois orthographié Schwérer), né le 9 février 1862 à Lorient et mort le 2 novembre 1936 au Grand-Fougeray, est un officier de marine puis militant royaliste français.

## Biographie

### Carrière militaire
Fils d'un officier de marine, Antoine Schwerer entre à l'École navale en 1878. Promu au grade d'enseigne de vaisseau en 1883, sa première expérience de la guerre navale remonte à la campagne de Chine de 1884-1885. Au cours de cette expédition, il sert sur le croiseur Rigault-de-Genouilly au sein de l'escadre d'Extrême-Orient commandée par l'amiral Courbet. Il participe alors au blocus de Formose.
Lieutenant de vaisseau depuis 1888, Schwerer est professeur sur le croiseur-école Iphigénie quand il est décoré de la Légion d'honneur en 1893. Après une campagne au bord du Dubourdieu, il exerce en 1897 le commandement de l'Ardent au Sénégal puis de la Caravane. De retour en France, il devient l'aide de camp du vice-amiral de la Bonninière de Beaumont, préfet maritime de Lorient (1899) puis de Toulon (1900). Élevé au grade de capitaine de frégate vers 1902, Schwerer sert à l'état-major de l'amiral Caillard dans l'escadre du Nord, recevant en 1905 le commandement du contre-torpilleur Cassini. Il est ensuite chargé de cours à l’École supérieure de la marine. Nommé capitaine de vaisseau en 1909, il reçoit le commandement du Pothuau, où sont menées des expériences d'artillerie navale, ce qui lui permet de découvrir et de dénoncer la mauvaise qualité des poudres employées à cette époque.
Un mois avant le début de la Première Guerre mondiale, le commandant Schwerer est nommé sous-chef d'état-major général de la Marine. À ce titre, il représente la France à Londres le 6 août 1914 lors de la signature de la convention relative à la direction générale des opérations navales. En 1915, il commande la 1re batterie de canonnières fluviales lors des opérations de Belgique et de Champagne. Nommé chef de cabinet de l'amiral Lacaze, ministre de la Marine, le 29 octobre 1915, Schwerer est élevé au grade de contre-amiral. En 1917, il reçoit le commandement des flottilles de patrouilles de Bretagne chargées de protéger des attaques des sous-marins allemands les navires transportant les troupes américaines. Le succès de cette mission lui vaut le grade de vice-amiral en juin 1918 et la plaque de grand officier de la Légion d'honneur en 1920. Nommé membre du Conseil supérieur de la Marine (1919) puis préfet maritime de Brest (1921) et commandant en chef des frontières de l'Atlantique (1922), l'amiral Schwerer achève sa carrière militaire en 1924, atteint par la limite d'âge.

### Engagement politique

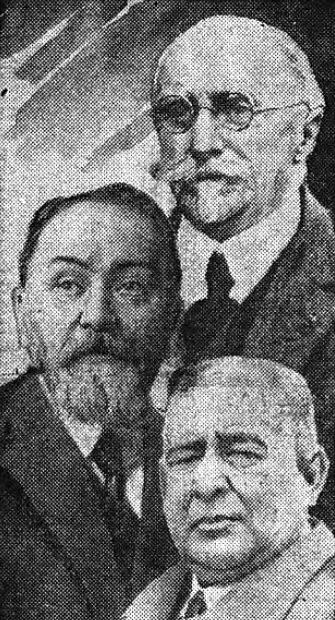
De haut en bas, Schwerer, Pujo et Daudet.

Déjà président d'une section locale de l'UNC, il s'engage alors en politique au sein de l'Action française (AF), un mouvement royaliste, antiparlementaire et nationaliste mené par Charles Maurras. Selon Schwerer, le but de l'AF est de « flanquer la République par terre [...] et de ramener la monarchie ». Candidat sur la liste de l'AF (en troisième position, derrière Léon Daudet et Maurice Pujo) dans la 3e circonscription de la Seine lors des législatives de 1924, il obtient 14 221 voix mais n'est pas élu. En 1930, à l'issue d'une crise interne, il succède à Bernard de Vesins à la présidence de la Ligue d'action française, qui revendique plus de 60 000 adhérents et dont il est président d'honneur depuis plusieurs années. Il assume cette responsabilité militante jusqu'à la dissolution de la ligue en février 1936.
Cette dissolution, décrétée par le gouvernement Sarraut après l'agression de Léon Blum en marge des funérailles de l'écrivain royaliste Jacques Bainville, est l'une des conséquences indirectes de la crise du 6 février 1934 pendant laquelle les ligueurs de l'AF ont été à l'avant-garde des émeutiers. La commission d'enquête parlementaire constituée à la suite de cet événement entend ainsi Schwerer le 18 avril. L'amiral ayant affirmé qu'il a recommandé le port d'une arme à ses ligueurs (mais seulement depuis les événements, qui ont fait plusieurs morts dans leurs rangs), il soulève l'indignation des députés de gauche Salette (socialiste) et Ramette (communiste), ce dernier traitant les ligueurs d'« assassins » et manquant d'en venir aux mains avec le député de droite Lionel de Tastes. Au cours de sa comparution, Schwerer déclare qu'il a été républicain mais qu'il n'a jamais été démocrate.
Malade depuis une quinzaine de mois, Antoine Schwerer meurt en son château de la Derre (commune du Grand-Fougeray) le 2 novembre 1936. Les autorités ecclésiastiques lui refusent des funérailles religieuses, les membres de l'AF étant privés de sacrements depuis 1927.

## Hommage
Le canot de sauvetage Amiral Schwerer II est baptisé en son honneur (voir drame d'Étel, le 3 octobre 1958).

## Œuvres
- Étude sur le magnétisme terrestre à Terre-Neuve, Impr. nationale, 1892 ;
- Étude sur la loi des tempêtes, L. Baudoin, 1895 ;
- Observations magnétiques en mer à bord du croiseur le Dubourdieu, par M. le lieutenant de vaisseau Schwerer. Méthode de réduction des observations, par M. le capitaine de frégate E. Guyou, Antoine Schwerer, Émile Guyou, Impr. nationale (1896) ;
- Le Cuirassé n'a pas fait faillite, R. Chapelot, 1906 ;
- Souvenirs de ma vie maritime, 1878-1914, préface de Charles Maurras, Paris, À l'Étoile, 1933.

## Distinctions
- Grand officier de la Légion d'honneur
- Croix de guerre 1914–1918
- Grand-croix de l'ordre du Bain ( Royaume-Uni)
- Officier des Palmes académiques
- Grand cordon du Roi d'Angleterre ( Royaume-Uni)